# ألان هاربر (قسيس)
ألان هاربر (بالإنجليزية: Alan Harper) هو قسيس بريطاني، ولد في 20 مارس 1944 في Tamworth, Staffordshire ‏ في المملكة المتحدة.